# Лейтнер, Тэд
Тэд Лейтнер (род. 9 июля 1947, Бронкс, Нью-Йорк) — в прошлом американский спортивный комментатор на телеканале KFMB News 8 и, долгое время, спортивный радиокомметнатор 760 KFMB для Сан-Диего Чарджерс. Он покинул KFMB и стал комментировать матчи Сан-Диего Падрес на XX Radio. Его переход на Падрес произошёл в 1973 году. Несмотря на то что он занимал скромное положение при легендарном напарнике Джерри Коулмане, Тэд стал своим человеком в Сан-Диего и его имя фигурировало в номинантах на награду Ford Frick Award в музей бейсбольной славы (англ. Baseball Hall of Fame). На данный момент Лейтнер заключил контракт с Падрес на сезон 2008.

## Происхождение
Учился Тэд в школе в Нормане (Оклахома), а в середине 1960-х окончил Университет штата Оклахома. До начала своей карьеры в Сан-Диего, Лейтнер работал на Филадельфия Иглз, the Сан-Диего Клипперс и Сан-Диего Чарджерс, а также с университетскими спортивными командами в Оклахоме и Хартфорде. У него шесть сыновей и одна дочь.

## Спортивные репортажи
Лейтнер известен своим откровенным стилем комментирования, и часто называет команду «Мои Падрес», когда они выигрывают или играют хорошо. Когда команда проигрывает или играет плохо, он называет ей «Ваши Падрес». С годами, Лейтнер стал вести телевизионные комментарии Падрес на кабельном телевидении, также как и 17 и 23 часовые новости для KFMB-TV.
Лейтнер исторически высмеивает тех, кто любит хоккей NHL, и тех, кто жалуется на канал, что он не показывает повторы основных моментов. Чтобы «успокоить» хоккейных фанатов, Тэд иногда показывает видеоролики игр NHL, в которых игроки дерутся во время матчей. Или, если всего одна NHL игра была в ночь, Лейтнер показывал все голы забитые в эту ночь. 3 или 4 голы показываются, отредактированые на скорую руку, за несколько секунд.

## Политические репортажи
Лейтнер также время от времени появляется в новостях с политическими комментариями и однажды вёл ориентированую на новости передачу для радио KFMB. Одна из его наиболее известных программ была, когда гостем передачи был эстрадный артист и открытый критик администрации Буша, Гарри Белафонте. На протяжении 20 минут, Белафонте осуждал всю администрацию Буша, особенно Государственного секретаря США Колина Пауэлла а также генерального прокурора Джона Эшкрофта.
Перед рождеством 2005 года, Лейтнер провёл дневную радиопередачу для XX Radio из военной базы США в Багдаде, Ирак. Во время следующего рождественного сезона, Лейтнер и другие деятели с XX провели шоу из лагеря Пендлтон (англ. Marine Corps Base Camp Pendleton).